# Nos Embalos de Ipanema
Nos Embalos de Ipanema é um filme brasileiro de 1978, dirigido e produzido por Antônio Calmon.

## Sinopse
O filme conta a história do surfista Toquinho, menino pobre da Zona Norte, que se prostitui e acaba envolvido com a classe alta de Ipanema para tentar realizar seu grande sonho de surfar no Hawaii.

## Elenco
- André de Biase - Toquinho
- Angelina Muniz - Verinha
- Zaira Zambelli - Patrícia
- Paulo Villaça - André
- Roberto Bonfim - Das Bocas
- Selma Egrei - Bia
- Gracinda Freire - Dona Flora
- Stephan Nercessian - Maurício
- Ronaldo Santos - Peixinho
- Yara Amaral - Mãe de Toquinho
- Suzy Arruda - Mãe de Verinha
- Mauro Mendonça - Pai de Patrícia
- Jacqueline Laurence - Mãe de Patrícia
- Patrícia Ferrari - Irmã de Toquinho